# Stuart Heisler
Stuart Heisler (Los Angeles, 5 dicembre 1896 – San Diego, 21 agosto 1979) è stato un regista e montatore statunitense.

## Biografia
Iniziò la sua carriera negli anni venti come montatore e svolse quel ruolo per quasi vent'anni. Esordì alla regia nel 1936 e negli anni quaranta diresse un paio di B-movie di genere horror. Nel 1942 diresse La chiave di vetro, un noir crudo e violento con Alan Ladd e Veronica Lake. Affrontò vari generi, tra cui il western, la commedia musicale, il film di guerra e i melodrammi. Fra le sue opere, da ricordare Una donna distrusse (1947), con Susan Hayward che ottenne una candidatura all'Oscar con l'interpretazione di un'attrice che abbandona le scene per aiutare il marito in disgrazia e che diviene alcolista, Tutto finì alle sei (1955), un cupo noir remake di un film del 1935, e il western Le colline bruciano (1956), sua ultima opera cinematografica.
Concluse la sua carriera lavorando per la televisione.

## Filmografia

### Regista (parziale)
- Straight from the Shoulder (1936)
- Uragano (The Hurricane) (1937)
- The Biscuit Eater (1940)
- The Monster and the Girl (1941)
- Among the Living (1941)
- La chiave di vetro (The Glass Key) (1942)
- The Remarkable Andrew (1942)
- The Negro Soldier (1944)
- Il magnifico avventuriero (Along Came Jones) (1945)
- Cieli azzurri (Blue Skies) co-regia Mark Sandrich (non accreditato) (1946)
- Una donna distrusse (Smash-Up, the Story of a Woman) (1947)
- Tulsa (1949)
- Tokyo Joe (1949)
- Assalto al cielo (Chain Lightning) (1950)
- Il colonnello Hollister (Dallas) (1950)
- La setta dei tre K (Storm Warning) (1951)
- Journey into Light (1951)
- L'isola del peccato (Saturday Island) (1952)
- La diva (The Star) (1952)
- Missione suicidio (Beachhead) (1954)
- L'amante proibita (This is My Love) (1954)
- Tutto finì alle sei (I Died a Thousand Times) (1955)
- Il cavaliere senza volto (The Lone Ranger) (1956)
- Le colline bruciano (The Burning Hills) (1956)
- La belva del secolo (Hitler) (1962)

### Regista seconda unità
- La gloriosa avventura (The Real Glory), regia di Henry Hathaway (1939)

### Montatore (parziale)
- Cytherea, regia di George Fitzmaurice (1924)
- Lady Be Good, regia di Richard Wallace (1928)
- L'isola del diavolo (Condemned), regia di Wesley Ruggles (1929)
- Raffles, l'Arsenio Lupin inglese (Raffles), regia di George Fitzmaurice e, non accreditato, Harry d'Abbadie d'Arrast (1930)
- Il re dei chiromanti (Palmy Days), regia di A. Edward Sutherland (1931)
- Il museo degli scandali (Roman Scandals), regia di Frank Tuttle (1933)
- Notte di nozze (The Wedding Nigh), regia di King Vidor  (1935)